# 南貝德福德郡
南貝德福德郡，各種稱呼見「#地方政府」段落）在1974年設立，英國英格蘭東部區域貝德福德郡的非都市區（二級行政區─區級），有118,200人口，佔地212.82平方公里，行政總部位於鄧斯特布爾。

## 地方沿革

### －1930年代
《1894年地方政府法案》在1894年4月1日生效，全數廢除574個鄉衛生區（Rural sanitary district）、688個鎮衛生區（Urban sanitary district），分別由新設的鄉區、鎮區取締（不過，鄉區、鎮區的數量自新設後不斷減少，至1974年被都市區、非都市區全數取締）。以現今南貝德福德郡為例，萊頓巴澤德鄉衛生區被廢除，新設伊頓布雷鎮區，又在1933年併入盧頓鎮區。
《1933年地方政府法案》規定英格蘭的一級地方政府分為行政郡（包括貝德福德郡）或郡自治市鎮2種，而行政郡下轄的次級行政區必須是非郡自治市鎮（non-county borough）、鎮區（urban district）或鄉區（rural districts）3種，所以貝德福德郡產生了3個非郡自治市鎮，其中鄧斯特布爾在現今南貝德福德郡的範圍（其餘2個包括：貝德福德、盧頓）。

### 1940－1960年代
1969年，約翰·雷德克利夫-莫德主編、皇家委員會出版的《雷德克利夫-莫德報告》建議貝德福德郡與白金漢郡、赫特福德郡重組，其中與現今相關南貝德福德郡範圍的有：建議貝德福德郡南部的盧頓、南貝德福德郡與赫特福德郡西南部的代科勒姆（不包括特靈）、聖奧爾本斯、沃特福德、三河、赫茨米爾（不包括波特斯巴）合組「盧頓-西赫特福德郡」（Luton & West Hertfordshire）。英國政府不採納這項建議。
|  | 《雷德克利夫-莫德報告》建議的英格蘭行政區劃。 「盧頓-西赫特福德郡」編號49， 東鄰「東赫特福德郡」（編號50）， 南鄰「大倫敦」（黑色圓點）， 西南鄰「雷丁-伯克郡」（編號52）， 西鄰「中白金漢郡」（編號48）， 西北「貝德福德-北白金漢郡」（編號47）。 |

### 1970－1980年代
1971年2月，英國政府推出英格蘭行政區劃改革的白皮書《英格蘭地方政府：政府對於改組的建議》（Local Government in England: Government Proposals for Reorganisation），諮詢公眾意見。隨後，英國政府遞交正式的法案《1972年地方政府法案》交予英國國會審議並獲通過，在1974年4月1日生效：貝德福德郡的8個鎮區合併成4個非都市區，其一是「南貝德福德郡」（另外3個是貝德福德區、中貝德福德郡、盧頓）。南貝德福德郡由萊頓巴澤德鎮區、盧頓鄉區、鄧斯特布爾合併而成。
1974年，多個區（district）級地方政府自治體獲英國樞密院頒發皇家特許狀（royal charter），擁有「自治市鎮」（borough）的榮譽頭銜。當時貝德福德郡的4個非都市區，只有盧頓在1974年獲自治市鎮地位；中貝德福德郡、南貝德福德郡至今仍未之。

### 1990年代
《1992年地方政府法案》設立的英格蘭地方政府委員會在1992－2002年編寫改革英格蘭行政區劃的報告。1994年10月，委員會出版《貝德福德郡未來地方政府的最終建議》（Final Recommendations for the Future Local Government of Bedfordshire），建議廢除貝德福德郡議會；中貝德福德郡、南貝德福德郡合併為中南貝德福德郡（Mid and South Bedfordshire），由非都市區升格為單一管理區；最終南貝德福德郡保持原狀（但盧頓則有改革）。

### 2000年代－
2009年4月1日，2009年英格蘭地方政府結構變化正式實施，7個英格蘭的郡改革行政區劃，產生9個新的單一管理區。中貝德福德郡（Mid Bedfordshire，非都市區）與南貝德福德郡（South Bedfordshire，非都市區）合併成新的單一管理區「中貝德福德郡」（Central Bedfordshire，譯名與「Mid Bedfordshire」的相同，但實為不同的地方政府）。
|  | 貝德福德郡（2009年4月－）包含的單一管理區： 1.貝德福德 2. 中貝德福德郡（Central Bedfordshire） 3. 盧頓 |

#### 從屬
每一個名譽郡都有一個代表英國皇室但沒有實權的郡尉（Lord Lieutenant）常駐，名譽的貝德福德郡包含中貝德福德郡（Central Bedfordshire）在內。非都市郡與單一管理區沒有從屬關係，中貝德福德郡（Central Bedfordshire）已脫離非都市的貝德福德郡，行政上與任何英格蘭的郡也互不相干。貝德福德郡實際管轄3個非都市區。

## 政治
貝德福德郡內的4個非都市區被劃分為6個英國國會選區。選區分為集中於市區的自治市鎮選區（borough constituency，簡稱：BC）和集中於郊區的郡選區（county constituency，簡稱：CC）兩種。下方兩圖比較，可見得南貝德福德郡的範圍分佈於2個郡選區內：中貝德福德郡（Mid Bedfordshire）、西南貝德福德郡（South West Bedfordshire）。
| 選區                                                                                            | 非都市區                                                                |
| ----------------------------------------------------------------------------------------------- | ----------------------------------------------------------------------- |
| 1. 貝德福德BC 2. 盧頓北BC 3. 盧頓南BC 4. 中貝德福德郡CC 5. 東北貝德福德郡CC 6. 西南貝德福德郡CC | 1. 貝德福德 2. 中貝德福德郡 3. 南貝德福德郡 4. 盧頓（同時是單一管理區） |

## 地方政府
英格蘭共有354個二級行政區─區（District），南貝德福德郡是其一。為了特顯南貝德福德郡的行政區級別，人稱區級的南貝德福德郡為「貝德福德郡南區」（District of South Bedfordshire），而不是「南貝德福德郡區」。「南貝德福德郡區」在中文裡會造成混淆，容易被錯誤理解為「南貝德福德」（South Bedford）有郡、區雙重身分；但英文「District of South Bedfordshire」則不會有歧義，因為「District」（區）和「-shire」（-郡）分別置於名稱的開首和末端。
南貝德福德郡常簡稱「南貝德斯」（South Beds）。例如其地方議會「貝德福德郡南區議會」（South Beds District Council）的名稱包含了「South Beds」和「District」。

## 人口、面積
貝德福德郡各次級行政區的人口、面積、人口密度比較表，見貝德福德郡#行政區劃。

## 城鎮
名譽的貝德福德郡沒有城市（City），但有17個鎮（Town），南貝德福德郡佔其4。以下4個鎮按人口多寡編號（在17個鎮裡的排名），在下圖中分別代表她們在貝德福德郡的位置（林斯萊德未有人口數據，唯有按英文字母編為第15）。直接點擊地圖上的編號即可進入該鎮的主條目。
關於整個貝德福德郡共17個鎮以及周邊行政區各鎮的分佈情況，見貝德福德郡#城鎮。
| 編號 | 地名（中譯） | 地名（原文）     | 人口   |
| ---- | ------------ | ---------------- | ------ |
| 3    | 鄧斯特布爾   | Dunstable        | 33,805 |
| 4    | 萊頓巴澤德   | Leighton Buzzard | 32,417 |
| 6    | 霍頓里吉斯   | Houghton Regis   | 17,000 |
| 15   | 林斯萊德     | Linslade         |        |

| 貝德福德郡地理圖（南貝德福德郡是紅點所在）                                                      | 貝德福德郡行政區劃圖                                |
| 34615 圖例： - 灰色 （■）：市區 - 奶黃色 （■）：郊區 - 淺藍色 （■）：水體 - 靛色長條（■）：公路 | 1. 貝德福德 2. 中貝德福德郡 3. 南貝德福德郡 4. 盧頓 |

## 地理

### 氣候
下表是貝德福德郡郡治貝德福德在1971－2000年間的氣候數據平均統計數字。貝德福德在南貝德福德郡第2大鎮霍頓里吉斯東北偏北26公里，氣候極相近。
| 貝德福德                       | 貝德福德    | 貝德福德    | 貝德福德    | 貝德福德    | 貝德福德    | 貝德福德    | 貝德福德    | 貝德福德    | 貝德福德    | 貝德福德    | 貝德福德    | 貝德福德    | 貝德福德      |
| 月份                           | 1月         | 2月         | 3月         | 4月         | 5月         | 6月         | 7月         | 8月         | 9月         | 10月        | 11月        | 12月        | 全年          |
| ------------------------------ | ----------- | ----------- | ----------- | ----------- | ----------- | ----------- | ----------- | ----------- | ----------- | ----------- | ----------- | ----------- | ------------- |
| 平均高温 °C（°F）              | 6.4 (43.5)  | 6.9 (44.4)  | 9.7 (49.5)  | 12.0 (53.6) | 15.7 (60.3) | 18.6 (65.5) | 21.5 (70.7) | 21.5 (70.7) | 18.2 (64.8) | 14.0 (57.2) | 9.5 (49.1)  | 7.2 (45.0)  | 13.5 (56.3)   |
| 平均低温 °C（°F）              | 0.8 (33.4)  | 0.6 (33.1)  | 2.3 (36.1)  | 3.6 (38.5)  | 6.2 (43.2)  | 9.3 (48.7)  | 11.5 (52.7) | 11.6 (52.9) | 9.7 (49.5)  | 6.6 (43.9)  | 3.3 (37.9)  | 1.8 (35.2)  | 5.6 (42.1)    |
| 平均降水量 mm（）              | 48.4 (1.91) | 36.6 (1.44) | 43.5 (1.71) | 47.2 (1.86) | 45.3 (1.78) | 56.9 (2.24) | 44.7 (1.76) | 48.6 (1.91) | 53.6 (2.11) | 56.8 (2.24) | 49.0 (1.93) | 53.8 (2.12) | 584.4 (23.01) |
| 来源：英國氣象局（Met Office） |             |             |             |             |             |             |             |             |             |             |             |             |               |

## 相片集
|  |

|  |  |  |

## 外部連結
- （英文）貝德福德郡南 區議會

51°13′15″N 0°31′23″W / 51.22083°N 0.52306°W